# Campanilismo
Per campanilismo s'intende l'attaccamento «esagerato ed esclusivo» alla propria città o paese, ai suoi usi e alle sue tradizioni «che induce spesso a un'ostilità preconcetta verso paesi e costumi diversi». Ebbe la sua origine nella penisola italica nel XII secolo e la propria denominazione deriva dal campanile, la struttura che allora caratterizzava lo specifico aspetto di ciascuna città e/o paese, motivo per cui è usato specialmente in sociologia per sintetizzare le divisioni socio-culturali, ideologiche, economiche nonché sportive tra località rivali; alcune delle quali sono rimaste pressoché invariabili anche dopo l'Unità d'Italia (1861).
L'uso del termine s'è ulteriormente esteso per segnalare antagonismi consolidati all'interno della stessa località come nel caso di quelle esistenti tra i quartieri e/o contrade, oltreché personaggi quali artisti o sportivi e anche organizzazioni politiche e associazioni sportive indipendentemente della distanza geografica.

## Origine del termine
Il termine «campanilismo» deriverebbe da un episodio aneddotico della rivalità fra due comuni limitrofi della pianura campana: San Gennaro Vesuviano e Palma Campania. Il quadrante del campanile di San Gennaro Vesuviano che volgeva a levante (cioè verso Palma Campania) fu volutamente progettato e costruito senza orologio, proprio perché i cittadini di Palma Campania non potessero usufruirne per conoscere l'ora del giorno.

## Casi
Oltre alle rivalità in diversi ambiti includendo l'artistico sorte «per l'orgoglio locale» nel Medioevo tra città vicine quali Firenze contro Pisa e, in ambito sportivo, sia nell'inimicizia dei quartieri coinvolti nel calcio fiorentino, che tra contrade che contraddistingue eventi cittadini come il Palio di Siena; sono frequentemente descritte come casi di campanilismo l'opposizione a livello politico-finanziario tra dinastie quali i Medici contro i Borgia, quella tra Lorenzo Ghiberti e Filippo Brunelleschi nel XV secolo — ritenuta la prima nella storia dell'arte — o, a livello letterario, tra le famiglie nobili veronesi dei Montecchi e Capuleti, che sono sfociati spesso in guerre e faide.
D'importanza storica tra i casi d'inimicizia all'interno della stessa località sono degne di nota quella tra le fazioni politiche dei guelfi e ghibellini a Firenze, e quella altrettanto accesa tra due fazioni dei guelfi, i guelfi bianchi e neri, che diede origine a una lotta armata a cavallo tra il XII e il XIII secolo, che costrinse numerosi membri di entrambi i gruppi, tra cui Dante Alighieri allora legato alla fazione bianca, all'esilio.
Nel XX secolo, il campanilismo si è evidenziato fortemente anche nelle diverse rivalità sportive, soprattutto quelle calcistiche, talvolta indipendentemente della distanza tra le città d'origine dei club coinvolti, attraverso l'estrema passione verso la propria squadra da parte della tifoseria organizzata — principalmente nelle città in cui non esistono altre squadre con cui un'opposizione sia sorta e/o si sia consolidata nel tempo — in quanto essa è spesso vissuta come un'estensione della propria località d'origine da difendere a tutti i costi dai «nemici», (la formazione rivale) anche con mezzi violenti.

### Libri
- (EN) Mark Doidge, Il Calcio as a Source of Local and Social Identity in Italy, in Udo Merkel, Identity Discourses and Communities in International Events, Festivals and Spectacles, parte di Leisure Studies in a Global Era (LSGE), Londra, Palgrave Macmillan, 2015, DOI:10.1057/9781137394934_2.
- Indro Montanelli e Roberto Gervaso, L'Italia dei comuni — Il Medioevo dal 1000 al 1250, in Storia d'Italia, vol. 2, Milano, Biblioteca Universale Rizzoli (BUR), 2013  [1966], ISBN 88-58-64286-4.
- Mirco Guietti, Stati disuniti d’Italia, Porto Seguro Editore, 2021, ISBN  978-8855463935.

### Pubblicazioni varie
- Laura Balbo, Parlare della sociologia (scelte, gerarchie, esclusioni) partendo dal mondo dello sport, in Rassegna Italiana di Sociologia, anno XLII, n. 3, Bologna, Il Mulino, luglio-settembre 2001, DOI:10.1423/2579.
- Demos & Pi, 51° Osservatorio sul Capitale Sociale degli Italiani — Il tifo calcistico in Italia (PDF), settembre 2016.